# Гигроцибе пёстрая
Гигро́цибе пёстрая  (лат. Hygrócybe psittacína) — гриб из рода Гигроцибе (Hygrocybe) семейства Гигрофоровые (Hygrophoraceae). Гриб несъедобен.
Синонимы:
- Латинские:
  - Agaricus dentatus L., 1753basionym
- Русские: гигроцибе попугайская, гигроцибе фисташковая

## Описание
Шляпка ∅ 2—5 см, сначала колокольчатая, потом постепенно приобретает распростёртую форму с широким приплюснутым бугорком в центре. Края шляпки рубчатые. Кожица зелёного цвета, гладкая, блестящая, с клейкой студенистой поверхностью. 

Мякоть белого цвета, ломкая и волокнистая, с неприятным землистым запахом и почти безвкусная. 

Ножка 4—6 см в высоту, ∅ 0,4—0,8 см, цилиндрическая, очень тонкая, полая, хрупкая, покрыта слизью, такого же цвета, что и шляпка, либо немного светлее. 

Пластинки приросшие, редкие и широкие, желтоватого цвета. 

Споровый порошок белый.

### Изменчивость
С возрастом шляпки становятся более сухими и приобретают желтоватый или розоватый оттенок. Пластинки с возрастом желтеют от краёв к ножке. Ножка с возрастом также желтеет. На белой мякоти могут быть жёлтые или зелёные пятна.

## Экология и распространение
На лесных полянах, лугах и пастбищах, большими группами. 

Сезон лето — осень.

## Сходные виды
Отсутствуют.
История.
____________________________________________________________________________________________________
В 1821 году род Hygrocube был выделен из состава рода Agaricus шведским ботаником Элиасом Магнусом Фрисом, а в 1907 году голландский ботаник Иоган Полус Лотси впервые номинировал новое семейство гигрофоровых (Hygriphoraceae), разместив в него группу грибов с белыми спорами и напоминающими структуру воска желтоватыми (красноватыми, коричневатыми, зеленоватыми и т.д.) шляпками и светло-желтыми, похожими все на тот-же воск, пластинками . По мнению Лотси (Иоган Паулус Лотси (англ. Johannes Paulus Lotsy) семейство включило в себя не только грибы родов Hygrocybe и Hygrophorus, но и ещё два рода — Gomphidius(мокрухи) и Asterophora (Nyctalis, астерофора). Не все микологи приняли такую классификацию. Например, английский ботаник и миколог Карлтон Ри (1922) по-прежнему размещал все эти роды в пределах семейства агариковых (Agaricaceae).
В 1951 году немецкий миколог Рольф Зингер предложил убрать из семейства мокрухи, астерофоры и род Neohygrophorus (помещенный в настоящее время в семейство рядовок, но не имеющий к нему накакого отношения). Классификация Зингера, с несколькими последующими дополнениями, существовала вплоть до 1990-х годов. В издании "Словаря грибов Эйнсуорта и Бисби", выпущенном в 1995 г. в семейство уже входит 11 родов: Austroomphaliaster, Bertrandia, Hygrocybe, Camarophyllopsis, Cuphophillus, Humidicutis, Hygroaster, Hygrophorus, Hygrotrama, Neohygrophopus, Pseudohyhygrocybe.
Последние молекулярные исследования последовательностей нуклеотидов в ДНК гигрофоровых, основаные на строгой схеме аргументации при реконструкции родственных отношений между таксонами, предполагают, что гигрофоровые отличаются от Tricholomataceae и произошли от одного единственного предка и, следовательно, составляют естественную группировку родственных видов.